# Districte de Matutuíne
El districte de Matutuíne és un districte de Moçambic, situat a la província de Maputo. Té una superfície de 5.387 kilòmetres quadrats. En 2007 comptava amb una població de 37.939 habitants. és el districte més meridional del país, limita al sud amb la província de KwaZulu-Natal de Sud-àfrica, a l'oest amb Swazilàndia, al nord-oest amb el districte de Namaacha i al nord amb el districte de Boane i la ciutat de Maputo.

## Divisió administrativa
El districte està dividit en cinc postos administrativos (Catembe, Catuane, Machangulo, Missevene i Zitundo), compostos per les següents localitats:
- Posto Administrativo de Catembe:
  - Mungazine
  - Nsime
- Posto Administrativo de Catuane:
  - Catuane
  - Manhangane
- Posto Administrativo de Machangulo:
  - Ndelane
  - Nhonguane (Santa Maria)
- Posto Administrativo de Missevene:
  - Bela Vista
  - Madjuva
  - Salamanga
  - Tinonganine
- Posto Administrativo de Zitundo:
  - Manhoca
  - Zitundo